# Bahnstrecke Kempen–Venlo
| |                                    |                                          |                                          |
| Streckennummer (DB): | 2512                               |                                          |                                          |
| Kursbuchstrecke (DB): | zuletzt 474                        |                                          |                                          |
| Kursbuchstrecke: | 242b (Kempen – Kaldenkirchen 1946) |                                          |                                          |
| Spurweite: | 1435 mm (Normalspur)               |                                          |                                          |
| |                                    |                                          |                                          |
| Bundesland (D): | Nordrhein-Westfalen                |                                          |                                          |
| Provinz (NL): | Limburg                            |                                          |                                          |
| Betriebsstellen und Strecken |                                    |                                          |                                          |
| \| \| \| Linksniederrheinstrecke von Nimwegen \| \| \| \| 0,0 \| Kempen (Niederrhein) \| Kempen (Niederrhein) \| \| \| \| Linksniederrheinstrecke nach Köln \| \| \| \| 1,8 \| Kamperlings \| Kamperlings \| \| \| 5,6 \| Mülhausen-Oedt \| Mülhausen-Oedt \| \| \| \| Niers \| \| \| \| 7,2 \| Grefrath (b Krefeld) \| Grefrath (b Krefeld) \| \| \| \| ehem. Krefelder Eisenbahn nach Viersen \| \| \| \| 9,8 \| Bongsche Mahlwerke (Anst) \| Bongsche Mahlwerke (Anst) \| \| \| \| B 509 \| \| \| \| 12,7 \| Lobberich \| Lobberich \| \| \| \| Kleiner und Großer De-Witt-See \| \| \| \| 15,8 \| Wittsee \| Wittsee \| \| \| \| A 61 \| \| \| \| \| Strecke von Viersen \| \| \| \| 18,1 \| Kaldenkirchen \| Kaldenkirchen \| \| \| \| ehem. parallel zur Strecke Viersen–Venlo \| \| \| \| 19,80,0 \| Kaldenkirchen Grenze (Grenze D/NL) \| Kaldenkirchen Grenze (Grenze D/NL) \| \| \| \| \| \| \| \| \| Strecke von Maastricht \| \| \| \| 2,9 \| Venlo \| Venlo \| \| \| \| ehem. Strecke nach Haltern am See \| \| \| \| \| Maaslinie nach Nimwegen \| \| |                                    |                                          |                                          |
| Strecke |                                    | Linksniederrheinstrecke von Nimwegen     | Linksniederrheinstrecke von Nimwegen     |
| Bahnhof | 0,0                                | Kempen (Niederrhein)                     | Kempen (Niederrhein)                     |
| Abzweig ehemals geradeaus und nach links |                                    | Linksniederrheinstrecke nach Köln        | Linksniederrheinstrecke nach Köln        |
| Haltepunkt / Haltestelle (Strecke außer Betrieb) | 1,8                                | Kamperlings                              | Kamperlings                              |
| Haltepunkt / Haltestelle (Strecke außer Betrieb) | 5,6                                | Mülhausen-Oedt                           | Mülhausen-Oedt                           |
| Brücke über Wasserlauf (Strecke außer Betrieb) |                                    | Niers                                    | Niers                                    |
| Bahnhof (Strecke außer Betrieb) | 7,2                                | Grefrath (b Krefeld)                     | Grefrath (b Krefeld)                     |
| Abzweig geradeaus und nach links (Strecke außer Betrieb) |                                    | ehem. Krefelder Eisenbahn nach Viersen   | ehem. Krefelder Eisenbahn nach Viersen   |
| Blockstelle (Strecke außer Betrieb) | 9,8                                | Bongsche Mahlwerke (Anst)                | Bongsche Mahlwerke (Anst)                |
| Brücke (Strecke außer Betrieb) |                                    | B 509                                    | B 509                                    |
| Bahnhof (Strecke außer Betrieb) | 12,7                               | Lobberich                                | Lobberich                                |
| Brücke über Wasserlauf (Strecke außer Betrieb) |                                    | Kleiner und Großer De-Witt-See           | Kleiner und Großer De-Witt-See           |
| Haltepunkt / Haltestelle (Strecke außer Betrieb) | 15,8                               | Wittsee                                  | Wittsee                                  |
| Brücke (Strecke außer Betrieb) |                                    | A 61                                     | A 61                                     |
| Abzweig ehemals geradeaus und von links |                                    | Strecke von Viersen                      | Strecke von Viersen                      |
| Bahnhof | 18,1                               | Kaldenkirchen                            | Kaldenkirchen                            |
| Verschwenkung von links (Strecke außer Betrieb) · Verschwenkung von rechts |                                    | ehem. parallel zur Strecke Viersen–Venlo | ehem. parallel zur Strecke Viersen–Venlo |
| Grenze (Strecke außer Betrieb) · Grenze | 19,80,0                            | Kaldenkirchen Grenze (Grenze D/NL)       | Kaldenkirchen Grenze (Grenze D/NL)       |
| Verschwenkung nach links (Strecke außer Betrieb) · Verschwenkung nach rechts |                                    |                                          |                                          |
| Abzweig geradeaus und von links |                                    | Strecke von Maastricht                   | Strecke von Maastricht                   |
| Bahnhof | 2,9                                | Venlo                                    | Venlo                                    |
| Abzweig geradeaus und ehemals nach rechts |                                    | ehem. Strecke nach Haltern am See        | ehem. Strecke nach Haltern am See        |
| Strecke |                                    | Maaslinie nach Nimwegen                  | Maaslinie nach Nimwegen                  |

Die Bahnstrecke Kempen–Venlo ist eine ehemalige Eisenbahnstrecke vom niederrheinischen Kempen in Deutschland nach Venlo in den Niederlanden. Sie wurde von der Rheinischen Eisenbahn-Gesellschaft gebaut und am 23. Dezember 1867 für den Güterverkehr und am 1. Januar 1868 für den Personenverkehr in Betrieb genommen. Außer Betrieb ging sie für den Personenverkehr 1982 und insgesamt 1999.

## Geschichte

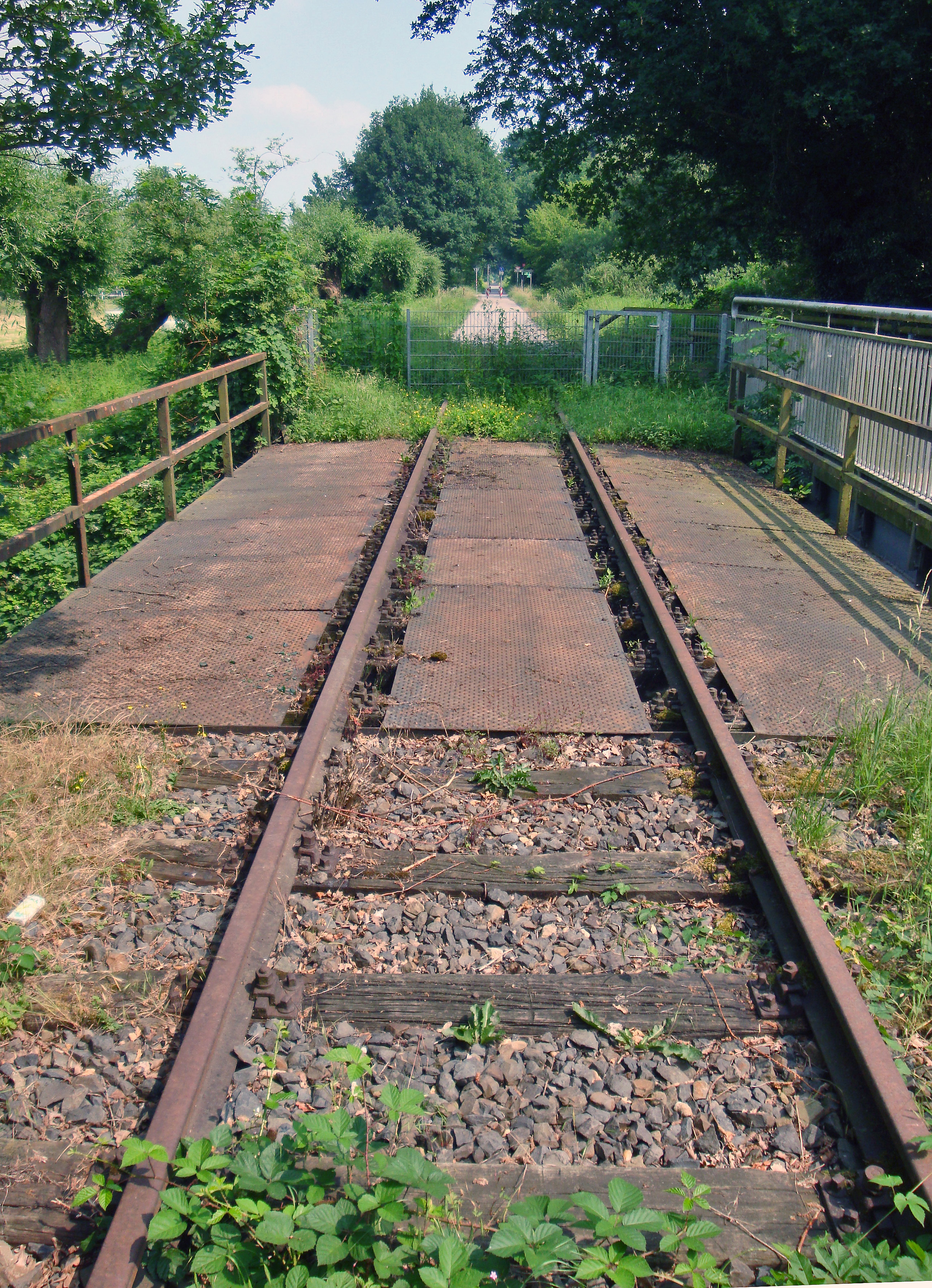
Der heutige Radweg mit der erhaltenen Eisenbahnbrücke über die Nette (De-Witt-See)

Mitte der 1860er Jahre standen drei verschiedene Wege zur Debatte. Die Variante A sollte an den Krickenbecker Seen vorbeigeführt werden. Nach Variante B wurde eine Streckenführung an der Grefrather Dorenburg vorbei Richtung Hinsbeck und südöstlich längs Leuth nach Kaldenkirchen geplant. Die realisierte Bahntrasse entsprach dem Vorschlag C. Es gab auch für kurze Zeit Überlegungen, eine Strecke von Lobberich über Boisheim nach Waldniel zu bauen. Waldniel erhielt jedoch erst später durch die Bahnstrecke Dülken–Brüggen einen Bahnanschluss.
Ab Kaldenkirchen verlief die Strecke parallel zur Bahnstrecke Viersen–Venlo der Bergisch-Märkischen Eisenbahn-Gesellschaft auf der gleichen Trassierung, sodass beide zusammen wie eine zweigleisige Strecke erschienen. Heute wird das auf diesem Abschnitt vorhandene Gleis der Strecke Viersen–Venlo zugerechnet.
Nach dem Ende des Betriebs zwischen Kempen und Grefrath wurde dieser Abschnitt zum Radweg umgebaut und später auch der Abschnitt Grefrath–Kaldenkirchen.

## Betrieb
Zunächst fuhren hier von Loks gezogene Züge. Als Anfang der 1960er Jahre mehr Menschen statt per Bahn per Auto fuhren, fuhr ein Uerdinger Schienenbus (VT 95, auch bekannt als Retter der Nebenbahnen) auf der Strecke und zum Schluss ein Akku-Triebwagen der Baureihe 515. Die Gleisanlagen in Grefrath und Lobberich sind weitestgehend zurückgebaut. Das Empfangsgebäude in Lobberich wurde 1976 abgerissen, der Bahnhof in Grefrath beheimatet heute einen Jugendtreff und der Bahnhof Mülhausen wird heute durch Gastronomie genutzt. Nach der Einstellung des Personenzugverkehrs auf der Gesamtstrecke am 22. Mai 1982 und der Einstellung des Güterverkehrs zwischen Kempen und Grefrath am 28. Mai 1983 gab es noch Güterverkehr auf dem verbliebenen Abschnitt Grefrath–Kaldenkirchen (auch in Lobberich wurde noch rangiert), der jedoch zu Beginn der 1990er Jahre stark eingeschränkt und am 31. Dezember 1999 ganz eingestellt wurde.
Meist bedienten Dieselloks der Baureihe 290 wochentags zwei Privatanschlüsse am Lobbericher Güterbahnhof sowie hinter dem Grefrather Bahnhof. Diese Aktivitäten endeten auf der Bahnstrecke, die einmal Hauptbahn war und mit der Konkurrenzstrecke Viersen–Venlo mithalten konnte, mit der endgültigen Streckenstilllegung am 31. Dezember 1999. Der letzte Personenzug, der die Gleise zwischen Lobberich und Kaldenkirchen befuhr, war ein Sonderzug, der zu Filmdreharbeiten im Jahr 1991 eingesetzt wurde. Nach der Stilllegung zum Jahrtausendwechsel wurde die Strecke europaweit ausgeschrieben. Anfang 2004 wurden, obwohl es Interessenten zur Streckenübernahme gab, die Schienen auf der alten Bahnstrecke entfernt. Nur der Schotter und einige Gleisstücke bei ehemaligen Bahnübergängen an Wirtschaftswegen erinnern an den einstigen Schienenweg.
Die Personenzüge hielten an den Stationen Kaldenkirchen, Wittsee, Lobberich, Grefrath, Mülhausen-Oedt, Kamperlings und Kempen. Der Haltepunkt Mülhausen-Oedt wurde 1896 auf Initiative des Klosters in Mülhausen errichtet. An die alten Bahnhöfe in Lobberich und Mülhausen erinnern heute nur noch die Namen der Linienbushaltestellen. Die alten Empfangsgebäude, abgesehen vom Start- und Zielpunkt der Strecke, sind nur noch in Grefrath und in Mülhausen vorhanden.
Am 7. März 1956 stieß zwischen Kempen und Mülhausen ein nach Kaldenkirchen fahrender vollbesetzter Schienenbus an einem unbeschrankten Bahnübergang mit einem Lkw zusammen. Der Haltepunkt Kamperlings entstand kurz nach diesem Vorfall.